# In the Bedroom
Pour plus de détails, voir Fiche technique et Distribution.
In the Bedroom, ou Sans issue au Québec, est un film américain réalisé par Todd Field, sorti en 2001.

## Synopsis
La famille Fowler vit paisiblement dans une bourgade de la Nouvelle-Angleterre, en bordure de mer. Frank, leur fils promis à un brillant avenir et qui n'a pas vingt ans vit une relation amoureuse avec Natalie Strout, une trentenaire, mère de deux enfants et séparée mais pas divorcée de son mari Richard, un homme violent et par ailleurs membre de l'une des familles les plus influentes de cette toute petite communauté où tout se sait. Les relations se dégradent et Richard commet un acte irréparable au terme duquel il conservera tout de même sa place dans la communauté. Dès lors, l'existence des Fowler ne pourra se poursuivre sereinement.

## Fiche technique
- Titre original : In the Bedroom
- Titre québécois : Sans issue
- Réalisation : Todd Field
- Scénario : Andre Dubus, Robert Festinger et Todd Field (d'après la nouvelle Killings d'Andre Dubus)
- Musique : Thomas Newman
- Photographie : Antonio Calvache
- Montage : Frank Reynolds
- Pays d'origine : États-Unis
- Genre : Drame
- Sortie : Juin 2002
- Durée : 130 min.

## Distribution
Légende : Version Française = VF et Version Québécoise = VQ
- Tom Wilkinson (VQ : Vincent Davy) : Matt Fowler
- Sissy Spacek (VF : Frédérique Cantrel ; VQ : Claudine Chatel) : Ruth Fowler
- Nick Stahl (VQ : Hugolin Chevrette) : Frank Fowler
- Marisa Tomei (VF : Sophie Arthuys ; VQ : Valérie Gagné) : Natalie Strout
- William Mapother (VF : Vincent Ropion ; VQ : Patrice Dubois) : Richard Strout
- William Wise (VQ : Yves Massicotte) : Willis Grinnel
- Celia Weston (VQ : Élizabeth Lesieur) : Katie Grinnel
- Karen Allen (VF : Sylvie Feit) : Marla Keyes
- Terry A. Burgess (VQ : Luis de Cespedes) : Davis
- Jonathan Walsh (VQ : Hubert Fielden) : Père McCasslin
- Daran Norris (VQ : Benoît Rousseau) : le commentateur des Red Sox

## Distinctions

### Nominations
- Oscar du meilleur film
- Oscar du meilleur scénario adapté - Todd Field et Robert Festinger
- Oscar du meilleur acteur - Tom Wilkinson
- Oscar de la meilleure actrice - Sissy Spacek
- Oscar de la meilleure actrice dans un second rôle - Marisa Tomei